# Post mortem nihil est
Post mortem nihil est (лат. изговор: пост мортем нихил ест). Послије смрти нема ничега. (Сенека)

## Поријекло изреке
Ову изреку је изрекао у смјени ера велики римски књижевник и мислилац Сенека.

## Тумачење
Смрт је коначност. Човијек смрћу коначно нестаје. Смрт је дефинитиван крај.